# علي بن إبراهيم النملة
علي بن إبراهيم النملة (ولد 1372 هـ /  1952 م) مفكر ومؤلف ووزير سعودي، وباحث في شؤون الاستشراق والتنصير والعَلاقات الفكرية والحضارية بين الشرق والغرب، وأستاذ جامعي. تولَّى وِزارة العمل والشؤون الاجتماعية السعودية، ثم وِزارة الشؤون الاجتماعية بعد فصلها. يعمل أستاذًا في جامعة الإمام محمد بن سعود الإسلامية بالرياض.

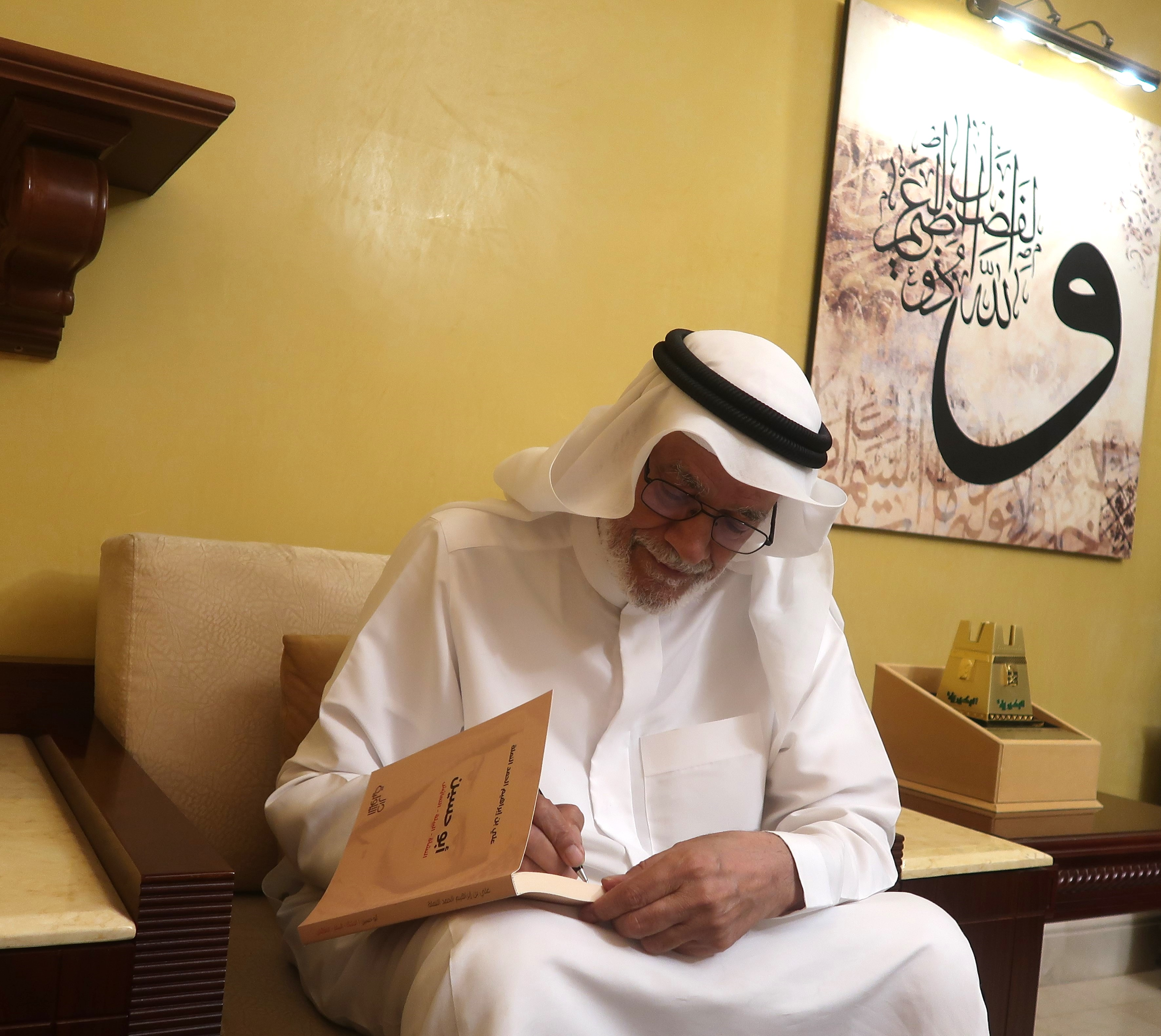
معالي الدكتور علي النملة يوقع كتابه "أبو حسين" وهو سيرته وذكرياته

## ولادته وتحصيله
وُلد علي بن إبراهيم النملة في بلدة البُكَيْرِيَّة بمِنطقة القصيم، بتاريخ الأول من صفر 1372هـ الموافق 19 أكتوبر 1952م.
حصل على الإجازة (بكالوريس) في اللغة العربية من جامعة الإمام محمد بن سعود الإسلامية، عام 1390هـ/ 1970م. ثم تابع دراسته العليا في الولايات المتحدة، فحصل على شهادة (ماجستير) في المكتبات والمعلومات من جامعة فلوريدا الحكومية، عام 1399هـ/ 1979م. ثم على شهادة (دكتوراه) في المعلومات والمكتبات من جامعة كيس وسترن رزرف، في مدينة كليفلاند بولاية أوهايو، عام 1404هـ/ 1984م.

## وظائفه ومناصبه
- معيد بكلية اللغة العربية بجامعة الإمام محمد بن سعود الإسلامية.
- أستاذ مساعد المكتبات والمعلومات بجامعة الإمام محمد بن سعود الإسلامية بالرياض.
- أستاذ مشارك المكتبات والمعلومات بجامعة الإمام محمد بن سعود الإسلامية بالرياض.
- أستاذ المكتبات والمعلومات بجامعة بجامعة الإمام محمد بن سعود الإسلامية بالرياض.
- محاضر لمادة الأستشراق في كلية اللغات والترجمة بجامعة الامام محمد بن سعود الإسلامية بالرياض.
- وكيل كلية العلوم الاجتماعية.
- باحث في معهد العلوم العربية والإسلامية بفرانكفورت ألمانيا.
- مدير الشؤون الدراسية بالملحقية الثقافية بواشنطن، الولايات المتحدة الأمريكية.
- مدير عام الهيئة العامة لجمع التبرعات للمجاهدين الأفغان.
- عضو في مجلس الشورى السعودي.
- وزير العمل والشؤون الاجتماعية (وزارة الموارد البشرية والتنمية الاجتماعية حاليًّا).
- وزير الشؤون الاجتماعية.
- أستاذ المكتبات والمعلومات بجامعة الإمام محمد بن سعود الإسلامية بالرياض.
- يتحدث اللغة العربية واللغة الإنجليزية وشيء من اللغة الألمانية.
- رئيس جمعية دار الموسوعة الخيرية بمكة المكرمة.[3]

## مؤلفاته وآثاره
الدكتور علي النملة له العديد من المؤلفات عن الاستشراق والدراسات الإسلامية والشأن الاجتماعي، وتجاوزت مؤلفاته الستين كتابًا وسبعًا وخمسين مقالة وورقة عمل، وكما أنه يكتب المقالات في المجلات والصحف.

### الأعمال العلمية

#### أوَّلاً: الكتب
1. الاستشراق في الأدبيَّات العربية: عرض للنظرات وحصر وراقي للمكتوب.ـ الرياض: مركز الملك فيصل للبحوث والدراسات الإسلامية، 1414هـ/1993م.ـ 370 ص.
2. الاستشراق والدراسات الإسلامية: مصادر المستشرقين ومصدريَّتهم.ـ الرياض: مكتبة التوبة، 1418هـ/ 1998م.ـ 262 ص.ـ (موسوعة الدراسات الاستشراقية؛ 3).
3. إسهامات المستشرقين في نشر التراث العربي الإسلامي: دراسة تحليلية، ونماذج من التحقيق والنشر والترجمة.ـ الرياض: المؤلف، 1417هـ/1996م.ـ 198 ص.ـ (موسوعة الدراسات الاستشراقية؛ 4).
4. الالتفاف على الاستشراق: محاولات التنصُّل من المصطلح.ـ الرياض: مكتبة الملك عبد العزيز العامَّة، 1428هـ/2007م.ـ 182 ص.ـ (موسوعة الدراسات الاستشراقية؛ 5).
5. تأمُّلات في طريق الدعوة: جولات في الزمان والمكان والتحدِّيات.ـ الرياض: مكتبة العبيكان، 1416هـ/ 1995م.ـ 250 ص.
6. التنصير في الأدبيَّات العربية.ـ الرياض: جامعة الإمام محمد بن سعود الإسلامية، 1415هـ/ 1994م.ـ 272 ص.
7. التنصير في المراجع العربية: دراسة ورصد وراقي للمطبوع.ـ ط 2.ـ الرياض: جامعة الإمام محمد بن سعود الإسلامية، 1424هـ/2003م.ـ 419 ص.
8. التنصير: مفهومه وأهدافه ووسائله وسبل مواجهته.ـ القاهرة: دار الصحوة، 1413هـ/ 1993م.ـ 120 ص. (ط 2.ـ الرياض: مكتبة التوبة، 1419هـ/1998م)، (ط 3.ـ الرياض: المؤلِّف، 1424هـ/ 2003م)، (ط 4.ـ الرياض: المؤلِّف: 1426هـ/2005م).
9. ثقافة العبث: سلوكيات عبثية في زمن الفاقة.ـ الرياض: مكتبة العبيكان، 1428هـ/ 2007م.ـ 245 ص.
10. الجهاد والمجاهدون في أفغانستان: وقفات تقويم.ـ الرياض: مكتبة العبيكان، 1416هـ/1995م.ـ 125 ص.
11. السعوديُّون: الثبات والنماء..ـ الرياض: مكتبة العبيكان، 1416هـ/ 1995م..ـ 314 ص.
12. السعوديُّون والخصوصية الدافعة: وقفات مع مظاهر التميُّز في زمن العولمة..ـ الرياض: مكتبة العبيكان، 1428هـ/2007م..ـ 245 ص.
13. الشرق والغرب: محدِّدات العلاقات ومؤثِّراتها.ـ الرياض: المؤلف، 1425هـ/2004م..ـ 248 ص.
14. الشرق والغرب: منطلقات العلاقات ومحدِّداتها.ـ ط 2.ـ بيروت: المركز الثقافي العربي، 2005م..ـ 173 ص.
15. الصراع العربي في الكويت: فرض الأفكار قسرًا.ـ الرياض: مكتبة العبيكان، 1416هـ/1995م.ـ 152 ص.
16. ظاهرة الاستشراق: مناقشات في المفهوم والارتباطات..ـ الرياض: مكتبة التوبة، 1424هـ/ 2003م.ـ 210 ص.ـ (موسوعة الدراسات الاستشراقية؛ 1).
17. العولمة وتهيئة الموارد البشرية في منطقة الخليج العربية.ـ ط 2.ـ الرياض: مكتبة العبيكان، 1428هـ/ 2007م.ـ 209 ص.
18. الفكر بين العلم والسلطة: من التصادُم إلى التعايُش.ـ الرياض: مكتبة العبيكان، 1426هـ/ 2005م.ـ 277 ص. (ط 2. ــ الرياض: مكتبة العبيكان، 1426هـ/ 2005م.ـ 290 ص).
19. فكر الانتماء في زمن العولمة: وقفات مع المفهومات والتطبيقات.ـ الرياض: مكتبة العبيكان، 1427هـ/ 2006م.ـ 324 ص.
20. مراجعات في نقد الاستشراق: مقدِّمات لرصد وراقي «ببليوجرافي».ـ الرياض: المؤلِّف، 1428هـ/ 2007م.ـ 221 ص. ــ (سلسلة الدراسات الاستشراقية؛ 6).
21. مراكز الترجمة القديمة عند المسلمين.ـ الرياض: مكتبة الملك فهد الوطنية، 1412هـ/1992م.ـ 132 ص.
22. مراكز النقل والترجمة في الحضارة الإسلامية.ـ ط 2.ـ الرياض: المؤلف، 1424هـ/2004م.ـ 200 ص.
23. المستشرقون ونشر التراث: دراسة تحليلية ونماذج من التحقيق والنشر.ـ ط 2.ـ الرياض: مكتبة التوبة، 1424هـ/2003م.ـ 191 ص.ـ (موسوعة الدراسات الاستشراقية؛ 2).
24. مصادر المعلومات عن الاستشراق والمستشرقين: استقراء للمواقف.ـ الرياض: مكتبة الملك فهد الوطنية، 1414هـ/ 1993م.ـ 56 ص.ـ (ضُمِّن في كتاب: الاستشراق والدراسات الإسلامية).
25. المكتبات والمعلومات السعودية: وقفات صحفية.ـ الرياض: مكتبة العبيكان، 1416هـ/1995م.ـ 284 ص.
26. مصادر المعلومات عن الأدب الجاهلي: رصد وراقي.ـ الرياض: مكتبة التوبة، 1417هـ/ 1996م.ـ 260 ص. (بالاشتراك مع: أ. د. عفيف محمد عبد الرحمن).
27. المستشرقون والتنصير: دراسة للعلاقة بين ظاهرتين، مع نماذج من المستشرقين المنصِّرين.ـ الرياض: مكتبة التوبة، 1418هـ/1998م.ـ 178 ص.ـ (موسوعة الدراسات الاستشراقية؛ 4).
28. مواجهة الفقر: المشكلة وجوانب المعالجة.ـ الرياض: المجلَّة العربية، 1425هـ/2004م.ـ 39 ص.ـ (سلسلة كُتيِّب المجلَّة العربية؛ 90). (بالاشتراك مع: أ. د. صالح بن محمَّد الصغيِّر).
29. وبشِّر الصابرين: كلماتٌ في رجال تركوا أثرًا.ـ الرياض: المؤلف، 1426هـ/2005م.ـ 240 ص. (ط 2.ـ الرياض: المؤلف، 1426هـ/2005م.ـ 298 ص).
30. الوراقة وأشهر أعلام الورَّاقين: دراسة في النشر القديم ونقل المعلومات.ـ الرياض: مكتبة الملك فهد الوطنية، 1415هـ/1995م.ـ 190 ص.
31. وقفات حول العولمة وتهيئة الموارد البشرية.ـ الرياض: المجلَّة العربية، 1424هـ/2003م.ـ 66 ص.ـ (سلسلة كُتيِّب المجلَّة العربية؛ 73).
32. لالتفاف على الاستشراق: محاولة التنصل من المصطلح. صدر عن مكتبة الملك عبد العزيز العامة عام 2007.[4]
33. صناعة الكراهية بين الثقافات وأثر الاستشراق في افتعالها. صدر عام 2008م.[5]
34. هاجس المؤامرة في الفكر العربي بين التهوين والتهويل. صدر عام 2009.[6]
35. التجسير الحضاري بين الأمم في ضوء تناقل العلوم والآداب والفنون. صدر عام 2009.[7]
36. إشكالية المصطلح في الفكر العربي: الاضطراب في النقل المعاصر للمفهومات. صدر عام 2010.[8]
37. العمل الاجتماعي والخيري في منطقة الخليج العربية. صدر عام 2010.[9]
38. التنصير: المفهوم - الوسائل - المواجهة. صدر عام 2010.[10]
39. المستشرقون والسنة والسيرة في المراجع العربية. صدر عام 2010.[11]
40. المستشرقون والقرآن الكريم في المراجع العربية. صدر عام 2010.[12]
41. نقد الفكر الاستشراقي حول الإسلام والقرآن الكريم والرسالة. صدر عام 2010.[13]
42. الاستشراق وعلوم المسلمين في المراجع العربية. صدر عام 2011.[14]
43. مصادر الاستشراق والمستشرقين ومصدريتهم. صدر عام 2011.[15]
44. الموسوعات الفردية: المسيري أنموذجا. صدر عام 2011.[16]
45. الاستشراق بين منحيين: النقد الجذري أو الإدانة. صدر عام 2013.[17]
46. الفقر والبطالة والأمن في المحيط العربي. صدر عن جامعة نايف العربية للعلوم الأمنية عام 2013.[18]
47. مناحي التأثر والتأثير بين الثقافات: المثاقفة بين شرق وغرب. صدر عام 2014.[19]
48. مراجعات في نقد الفكر الاستشراقي حول الإسلام والقرآن والرسالة (طبعة 2). صدر عام 2014.[20]
49. تهيئة الموارد البشرية في زمن العولمة: منطقة الخليج العربية. صدر عام 2014.[21]
50. الاستشراق السياسي: وصناعة الكراهية بين الشرق والغرب. صدر عام 2015.[22]
51. العمل الاجتماعي والخيري: التنظيم، التحديات، المواجهة. صدر عام 2015.[23]
52. المنهج الاستشراقي في دراسة القرآن الكريم وترجمة معانيه. صدر عام 2015.[24]
53. مسارات الاستشراق من الالتفات إلى الالتفاف. صدر عام 2016.[25]
54. كنه الاستغراب: المنهج في فهمنا الغرب. صدر عام 2016.[26]
55. صدام الثنائيات: افتعال الصراع بين الملتقيات. صدر عام 2016.[27]
56. فكر التصدي للإرهاب. صدر عام 2016.[28]
57. التواصل الحضاري بين الأمم في ضوء تناقل العلوم والآداب والفنون. صدر عام 2016.
58. الوراقة والوراقون في الحضارة الإسلامية (4 أجزاء). صدر عن دارة الملك عبد العزيز عام 2017.[29]
59. الاستغراب: المنهج في فهمنا الغرب. صدر عام 2017.[30]
60. استشراق الشرق الأدني الأوروبي والتجسير الثقافي: رؤية في المفهوم. صدر عام 2018.[31]
61. الإستشراق الألماني بين التميز والتحيز. صدر عام 2018.[32]
62. الاستشراق الألماني والمستشرقين في المراجع العربية..رصد ورقي ببليوجرافي لما نشر عن الاستشراق الألماني والمستشرقين. صدر عام 2020.
63. المستشرقون من الانعتاق إلى الاعتناق: دراسة في "إعلان" بعض المستشرقين إسلامهم. صدر عام 2020.[3]
64. الاستشراق والحضارة الإسلامية من النص الشرعي إلى إعادة كتابة التاريخ. صدر عام 2020.[3]
65. الاستشراق والعناية بالتاريخ والتراث من الجناية إلى التصدي. صدر عام 2021.[33]
66. المؤلف الموسوعي نجيب العقيقي وكتابه " المستشرقون": دراسة مسحية نقدية. صدرعام 2022.
67. مآلات المخطوطات العربية بين المكتبات الغربية والمستشرقين من التوجه إلى العزوف. صدر عام 2022.[34]
68. أبو حسين: النشأة- البيئة- التعايش. صدر عام 2023.

#### ثانيًا: مقالات علمية
1. «مستقبل الكتاب المطبوع». ــ عالم الكتب
2. «العجز في القوى العاملة وأثره على خدمات المكتبات والمعلومات». ــ عالم الكتب
3. «التجهيزات الأساسية للمعلومات». ــ مكتبة الإدارة. ــ مج 12، ع 2 (جمادي الأولى 1405هـ/ يناير ـ فبراير 1985م). ــ ص 23 ـ 38.
4. «أوقاف الكتب والمكتبات: مدى استمرارها، ومعوِّقات الإفادة منها». ــ العقيق. ــ ع 27 ــ 28 (رمضان ــ ذو الحجَّة 1420هـ /ديسمبر 1999 ــ مارس 2000م). ــ ص 251 ــ 272. ونشرت في: بحوث ندوة المكتبات الوقفية في المملكة العربية السعودية المنعقدة في المدينة المنوَّرة في المدَّة من 25 ــ 27 محرَّم 1420هـ. ــ الرياض: وزارة الشؤون الإسلامية والأوقاف والدعوة والإرشاد، 1421هـ/2000م. ــ ص 545 ــ 570.
5. «الثوابت والإستراتيجيات في الإعلام السعودي». ــ في: وزارة الإعلام. مسيرة الإعلام السعودي. ــ الرياض: الوزارة، 1419هـ (1999م). ــ ص 101 ــ 117.
6. «الإعلام وآثاره الإيجابية والسلبية في حياة الأقليَّات المسلمة». ــ في: ملتقى خادم الحرمين الشريفين الإسلامي الثقافي: فقه الأقليَّات 8 ــ 10/4/1419هـ الموافق 31/7 ــ 2/8/1998م. ــ 18 ص.
7. «علي كراع النمل». ــ مجلَّة الحرس الوطني
8. «الإفادة من الوسائل الحديثة في الدعوة». ــ
9. «نظرة المستشرقين للملك عبد العزيز وجهوده في توحيد المملكة العربية السعودية». ــ في: بحوث مؤتمر المملكة العربية السعودية في مئة عام 7 ــ 11/1419هـ الموافق 24 ــ 28/1999م. ــ الرياض: الأمانة العامَّة للمؤتمر، 1419هـ/1999م. ــ 46 ص.
10. «الاستشراق والتنصير: دراسة للعلاقة بين ظاهرتين تؤثِّران على فكر الشباب تلقُّيًا وتفاعُلاً». ــ في: المؤتمر السادس للندوة العالمية للشباب الإسلامي. ــ عمَّان: الندوة العالمية للشباب الإسلامي. ــ 26 ص.
11. «كنه الاستشراق: مناقشات في التعريف والنشأة والدوافع والأهداف». ــ في: دراسات استشراقية وحضارية: كتاب دوري محكَّم، ع 1. ــ المدينة المنوَّرة: كلية الدعوة والإعلام، جامعة الإمام محمَّد بن سعود الإسلامية، 1413هـ/ 1993م. ــ ص 22 ــ 60.
12. «الاستشراق مصدرًا من مصادر المعلومات عن العالم الإسلامي: قضايا المسلمين المعاصرة، الصحوة "الأصولية». ــ في: ندوة مصادر المعلومات عن العالم الإسلامي. ــ الرياض: مكتبة الملك عبد العزيز العامَّة، 1420هـ/1999م. ــ 34 ص.
13. «خدمات المكتبات والمعلومات في المملكة العربية السعودية». ــ في: حولية المكتبات والمعلومات. ــ الرياض: قسم المكتبات والمعلومات، كلية العلوم الاجتماعية، جامعة الإمام محمَّد بن سعود الإسلامية، 1405/1406هـ. ــ مج 1. ــ ص 103 ــ 129.
14. «رحلات المستشرقين مصدرًا من مصادر المعلومات عن العرب والمسلمين». ــ مجلَّة مكتبة الملك فهد الوطنية مج 1 ع 1 (محرَّم ــ جمادى الآخرة 1416هـ/يوليو ــ ديسمبر 1995م). ــ ص 39 ــ 81.
15. «البنية الأساسية لنظامٍ وطنيٍّ للمعلومات». ــ مكتبة الإدارة مج 13 ع 1 (محرَّم 1406هـ/أكتوبر 1985م). ــ ص 263 ــ 281.
16. «العولمة الفكرية». ــ دارين الثقافية ع 11 (1423هـ/2002م). ــ ص 16 ــ 22.
17. الاتجار بالبشر: العلاج بالوقاية. ــ الرياض: جامعة نايف العربية للعلوم الأمنية، 1427هـ/2006م. ــ 14 ص.
18. الإرهاب: المفهوم والهوية. ــ الكويت: وزارة التعليم العالي، 1426هـ/ 2005م.
19. تنمية العمل الخيري. ــ الدوحة: مؤسَّسة عيد بن محمد آل ثاني الخيرية، 1427هـ/2006م.
20. تنمية العمل الاجتماعي في دول الخليج العربية بين الواقع وتطلُّعات المستقبل. ــ لندن: مركز الإمارات للدراسات والإعلام، 1428هـ/2007م. ــ 43 ص.
21. نقد الاستشراق: مقدِّمة لرصد وراقي «ببليوجرافي». ــ التسامُح. ــ ع 17 (صيف 1428هـ/2007م). ــ ص.
22. الاستشراق والإسلام: مقدِّمة لنقد وراقي «ببليوجرافي». ــ مجلة جامعة الإمام محمد بن سعود الإسلامية. ــ
23. الاستشراق والقرآن الكريم: مقدِّمة لنقد وراقي «ببليوجرافي». ــ مجلة البحوث والدراسات القرآنية. ــ ع 3 (محرَّم 1428هـ/ فبراير 2007م). ــ ص .
24. الاستشراق والرسول ﷺ: مقدِّمة لنقد وراقي «ببليوجرافي». ــ مجلة الجامعة الإسلامية
25. . Manpower Deficiency in Saudi Arabia: Its Effect on the Library and Information Profession.- International Library Review 14: 3 - 20 (1982

### منجزاته
1. سعيه في مكافحة البطالة.
2. إنشاء صندوق الفقراء.
| سبقه مساعد بن محمد السناني | وزارة العمل والشؤون الاجتماعية السعودية 1420هـ - 1425هـ | تبعه لا يوجد (الوزارة فُصلت إلى وزارتين) |
| سبقه مساعد بن محمد السناني | وزير العمل السعودي 1425هـ بضعة أيام                     | تبعه غازي بن عبد الرحمن القصيبي         |
| سبقه مساعد بن محمد السناني | وزير الشؤون الاجتماعية السعودي 1426هـ بضعة شهور         | تبعه عبد المحسن بن عبد العزيز العكاس    |